# Regierung de Donnea
Die Regierung De Donnea war die vierte Regierung der Region Brüssel-Hauptstadt. Sie amtierte vom 18. Oktober 2000 bis zum 6. Juni 2003.
Bei der Wahl 1995 traten Front démocratique des francophones (FDF) und die liberale Parti Réformateur Libéral (PRL) mit einer gemeinsamen Liste an und wurden mit 28 von 65 Sitzen stärkste französischsprachige Partei. Die Regierung wurde gebildet aus zwei französischen Listen PRL-FDF und Parti Socialiste (PS), sowie drei flämischen Parteien Christelijke Volkspartij (CVP), Socialistische Partij (SP) und Volksunie (VU). Charles Picqué, seit 1989 Ministerpräsident, blieb im Amt.
Nach der Wahl 1999 wurde erneut eine 5-Parteien-Koalition gebildet. Die Zusammensetzung blieb weitgehend gleich, bei den flämischen Parteien beteiligte sich statt der VU die Vlaamse Liberalen en Democraten (VLD). Charles Picqué wechselte als Regierungskommissar in die föderale Regierung Verhofstadt I, neuer Ministerpräsident wurde Jacques Simonet (PRL).
Nach dem Rücktritt von Simonet am 17. Oktober 2000, der Bürgermeister von Anderlecht wurde, übernahm François-Xavier de Donnea (PRL) das Amt des Ministerpräsidenten. de Donnea trat am 4. Juni 2003 zurück. Und wurde durch Daniel Ducarme (MR) ersetzt.

## Regierung
Die Regierung setzt sich aus fünf Ministern, einem sprachlich neutralen Ministerpräsidenten und je zwei französisch- bzw. flämischsprachigen Ministern zusammen. Dazu kommen drei Staatssekretäre, die im Gegensatz zu den Ministern Mitglieder des Parlaments sein müssen. Mindestens ein Staatssekretär muss der kleineren Sprachgruppe (der flämischen) angehören.
| Amt | Name                      | Partei   | Beginn der Amtszeit | Ende der Amtszeit |
| --- | ------------------------- | -------- | ------------------- | ----------------- |
| Ministerpräsident zuständig für lokale Behörden, Raumordnung, Baudenkmäler und Kulturstätten, Stadterneuerung und wissenschaftliche Forschung | François-Xavier de Donnea | PRL/MR   | 17. Oktober 2000    | 4. Juni 2003      |
| Minister für öffentliche Arbeiten, Verkehr, Brandbekämpfung und Notfallmedizin                                                                | Jos Chabert               | CVP/CD&V | 17. Oktober 2000    | 6. Juni 2003      |
| Minister für Beschäftigung, Wirtschaft, Energie und Wohnungsbau                                                                               | Éric Tomas                | PS       | 17. Oktober 2000    | 6. Juni 2003      |
| Minister für Finanzen, Haushalt, den Öffentlichen Dienst und Außenbeziehungen                                                                 | Guy Vanhengel             | VLD      | 17. Oktober 2000    | 6. Juni 2003      |
| Minister für Umwelt, Wasser, Naturschutz, öffentliche Sauberkeit und Außenhandel                                                              | Didier Gosuin             | FDF/MR   | 17. Oktober 2000    | 6. Juni 2003      |
| Staatssekretär für Raumordnung, Stadterneuerung, Baudenkmäler und Kulturstätten sowie bezahlter Personenverkehr                               | Willem Draps              | PRL/MR   | 17. Oktober 2000    | 6. Juni 2003      |
| Staatssekretär für Mobilität, den Öffentlichen Dienst, Brandbekämpfung und Notfallmedizin                                                     | Robert Delathouwer        | SP/sp.a  | 17. Oktober 2000    | 6. Juni 2003      |
| Staatssekretär für Wohnungsbau | Alain Hutchinson          | PS       | 17. Oktober 2000    | 1. Februar 2002   |
| Staatssekretär für Wohnungsbau und Energie | Alain Hutchinson          | PS       | 1. Februar 2002     | 6. Juni 2003      |

## Kollegium der französischen Gemeinschaftskommission
Dem Kollegium der französischen Gemeinschaftskommission gehören die französischsprachigen Mitglieder der Regierung an.
| Zuständigkeit | Name                      | Partei | Beginn der Amtszeit | Ende der Amtszeit |
| --- | ------------------------- | ------ | ------------------- | ----------------- |
| Vorsitzender, zuständig für Bildung, Umschulung und berufliche Weiterbildung, Schülertransport, Zusammenleben der lokalen Kommunen, die Beziehungen mit der französischen Gemeinschaft und Wallonien sowie internationale Beziehungen | Éric Tomas                | PS     | 17. Oktober 2000    | 6. Juni 2003      |
| zuständig für den Öffentlichen Dienst | François-Xavier de Donnea | PRL/MR | 17. Oktober 2000    | 4. Juni 2003      |
| zuständig für Gesundheit, Kultur, Tourismus, Sport und Jugend | Didier Gosuin             | FDF/MR | 17. Oktober 2000    | 6. Juni 2003      |
| zuständig für Berufsbildung der Mittelstands und Behinderte | Willem Draps              | PRL/MR | 17. Oktober 2000    | 6. Juni 2003      |
| zuständig für Haushalt, Soziales und Familien | Alain Hutchinson          | PS     | 17. Oktober 2000    | 6. Juni 2003      |

## Kollegium der flämischen Gemeinschaftskommission
Dem Kollegium der flämischen Gemeinschaftskommission gehören die flämischensprachigen Mitglieder der Regierung an.
| Funktion     | Name               | Partei   | Beginn der Amtszeit | Ende der Amtszeit |
| ------------ | ------------------ | -------- | ------------------- | ----------------- |
| Vorsitzender | Robert Delathouwer | SP/sp.a  | 17. Oktober 2000    | 6. Juni 2003      |
| Mitglied     | Jos Chabert        | CVP/CD&V | 17. Oktober 2000    | 6. Juni 2003      |
| Mitglied     | Guy Vanhengel      | VLD      | 17. Oktober 2000    | 6. Juni 2003      |

## Kollegium der gemeinsamen Gemeinschaftskommission
Dem Kollegium der gemeinsamen Gemeinschaftskommission gehören der Ministerpräsident und die vier Minister an.
| Zuständigkeit                                                               | Name                      | Partei   | Beginn der Amtszeit | Ende der Amtszeit |
| --------------------------------------------------------------------------- | ------------------------- | -------- | ------------------- | ----------------- |
| Vorsitzender                                                                | François-Xavier de Donnea | PRL/MR   | 17. Oktober 2000    | 4. Juni 2003      |
| gemeinsam zuständig für Gesundheit, Finanzen, Haushalt und Außenbeziehungen | Jos Chabert               | CVP/CD&V | 17. Oktober 2000    | 6. Juni 2003      |
| gemeinsam zuständig für Gesundheit, Finanzen, Haushalt und Außenbeziehungen | Didier Gosuin             | FDF/MR   | 17. Oktober 2000    | 6. Juni 2003      |
| gemeinsam zuständig für Personenhilfe und den Öffentlichen Dienst           | Éric Tomas                | PS       | 17. Oktober 2000    | 6. Juni 2003      |
| gemeinsam zuständig für Personenhilfe und den Öffentlichen Dienst           | Guy Vanhengel             | VLD      | 17. Oktober 2000    | 6. Juni 2003      |

## Umbesetzungen
Alain Hutchinson, Staatssekretär für Wohnungsbau, erhielt am 1. Februar 2002 zusätzlich die Zuständigkeit für Energie.
Ministerpräsident François-Xavier de Donnea trat am 4. Juni 2003 zurück.